# わたしの知らない、先輩の100コのこと
『わたしの知らない、先輩の100コのこと』（わたしのしらない、せんぱいの100コのこと）は、兎谷あおいによる日本のライトノベル。イラストはふーみが担当している。小説投稿サイト『小説家になろう』および『カクヨム』で2017年9月14日より2019年7月1日まで連載され、MF文庫J（KADOKAWA）より2019年8月から書籍化刊行されている。
メディアミックスとして、ほんろんろんによるコミカライズが『ヤングチャンピオン烈』（秋田書店）にて、2020年No.6から2023年No.6まで連載。

## あらすじ
主人公の「先輩」の井口慶太と、ヒロインの「後輩」の米山真春は、学校の最寄り駅が同じ以外の接点はなく、毎朝顔を合わせるだけだった。
ある日二人は、真春が慶太の落とし物を拾ったことにより、会話するようになる。そして二人は「1日1問だけ質問をし、その質問には正直に答える」という約束を交わす。二人は1日1問ずつお互いの距離を縮めていく。

## 登場人物
井口 慶太（いぐち けいた）
本作の主人公。先輩。
米山 真春（よねやま まはる）
本作のヒロイン。後輩。

## 既刊一覧

### 小説
- 兎谷あおい（著）・ふーみ（イラスト） 『わたしの知らない、先輩の100コのこと』 KADOKAWA〈MF文庫J〉、既刊2巻（2020年2月25日現在）
  1. 2019年8月24日発売[6]、ISBN 978-4-04-065918-3
  2. 2020年2月25日発売[7]、ISBN 978-4-04-064445-5

### 漫画
- 兎谷あおい（原作）・ふーみ（キャラクター原案）・ほんろんろん（漫画） 『わたしの知らない、先輩の100コのこと』 秋田書店〈ヤングチャンピオン烈コミックス〉、全3巻
  1. 2021年5月20日発売[8]、ISBN 978-4-253-25794-7
  2. 2023年7月20日発売[9]、ISBN 978-4-253-25795-4
  3. 2023年12月20日発売[10]、ISBN 978-4-253-25796-1